# Gladbach (Vettweiß)
Gladbach is een plaats in de Duitse gemeente Vettweiß, deelstaat Noordrijn-Westfalen, en telt 738 inwoners (2007).
Het dorp ligt ten zuiden van Nörvenich aan de Bundesstraße 477. Een bijna 5 km lange zijweg voert zuidwestwaarts naar Vettweiß zelf. Het dorp ligt in de Zülpicher Börde, een door suikerbieten- en aardappelakkers gedomineerd, bijna boomloos landschap.